# Alexander Reichert

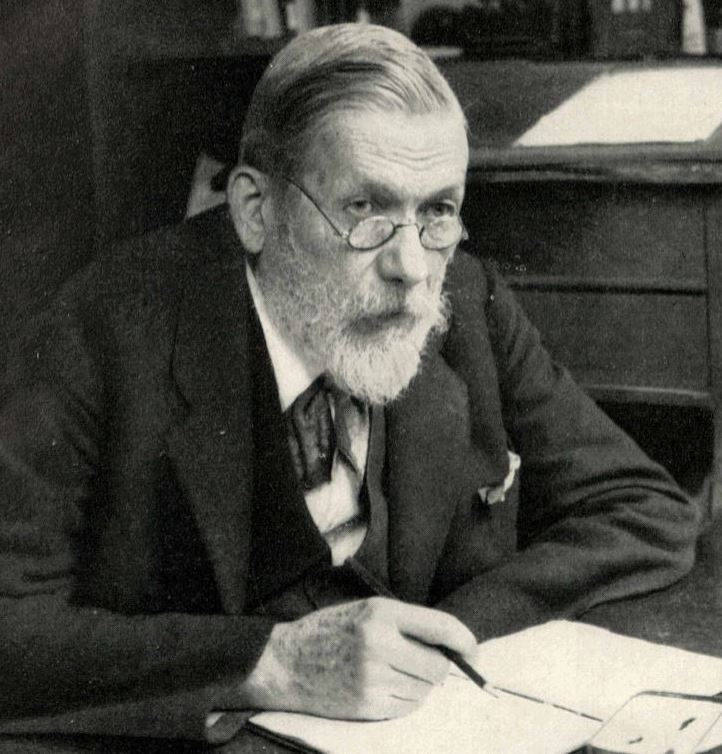
Alexander Reichert (1929)

 Alexander Reichert (* 25. Januar 1859 in Leipzig; † 1. Juli 1939 ebenda) war ein deutscher Zoologe.

## Werdegang
Alexander Reichert wurde am 25. Januar 1859 als jüngster Sohn des Karl Julius Reichert und dessen Ehefrau Therese geb. Lehmann in Leipzig geboren. Sein Vater war als Schreiner in der Pianofortefabrik von Bretschneider beschäftigt. Nach dem Besuch der Bürgerschule trat er in die Realschule über. Hier blieb er bis zur Untersekunda (= Jahrgang 10), was der heutigen Mittleren Reife entsprach. Seine Lieblingsfächer waren damals schon Zeichnen und Naturkunde. Er wollte Naturwissenschaften studieren, doch die Mittel der Eltern reichten hierfür nicht aus. In den Jahren 1875 bis 1879 begann er als 16-Jähriger eine Lehre, um die Gravierkunst zu erlernen.
Mitten in seiner Lehrzeit starb 1877 sein Vater, notgedrungen blieb er bis 1881 als Gehilfe bei seinem alten Meister, um die Mutter zu ernähren. Im Jahr 1882 machte er sich als Metall- und Steingraveur selbständig. Noch im gleichen Jahr, am 18. September 1882, trat er in den Entomologischen Verein „Fauna“, die spätere Leipziger Entomologische Gesellschaft, ein. Reichert hatte bis zu seinem Eintritt in den Verein schon eine beachtliche Insektensammlung angelegt, jedoch ohne Angabe von Fundorten. Von dem Jahr 1883 an führte er sorgfältig Tagebuch über alle seine zahlreichen Exkursionen, die in näherer und nächster Umgebung von Leipzig stattfanden. Die sozialen Hymenopteren, insbesondere die Wespen, hatten es ihm besonders angetan. Zahllose Wespennester grub er aus und brachte sie zur weiteren Beobachtung mit ihren lebenden Insassen nach Hause.
Eine besondere Aufgabe bot ihm die Firma Schimmel & Co. im Jahr 1917 an. Das Unternehmen baute, zur Herstellung ätherischer Öle, Kulturen von ölhaltigen Pflanzen in Miltitz an. Reichert sollte diese Anlagen als Entomologe überwachen, die an ihnen auftretenden Feinde studieren, den Schaden feststellen und Ratschläge hinsichtlich ihrer Bekämpfung geben. Bis zum Jahr 1932 übte er diese Tätigkeit aus. Seine während dieser Zeit aufgestellte systematisch-biologische Sammlung ging in den Besitz des Zoologischen Institutes der Universität Leipzig über.
Reicherts zweite Leidenschaft war das Malen. Schon als Jugendlicher, der sich schon um die getreue Wiedergabe von Raupen und Schmetterlingen mühte, war allmählich ein Meister in der Darstellung der Insekten geworden, der seine Kunst nicht nur zur Illustration der eigenen Veröffentlichungen verwandte, sondern sie auch in den Dienst zahlloser anderer Autoren und größerer Unternehmen stellte, sodass ihm aus solcher Betätigung zeitweise auch wesentliche Einnahmen flossen. Er zeichnete Tafeln Insekten für den Brockhaus, Brehms Tierleben und vielen anderen Autoren und deren Bücher und Fachzeitschriften. Ein Auftrag, der ihn mehrere Jahre beschäftigte, betraf Naumanns Naturgeschichte der Vögel Mitteleuropas.
Ebenso schrieb Reichert Artikel für die Leipziger Illustrierte Zeitung, für Die Kranke Pflanze, das Organ der Sächsischen Pflanzenschutzgesellschaft, in Der Lehrmeister in Garten und Kleintierhof, das Entomologische Jahrbuch von Krancher und viele andere. Im Auftrag des Entomologischen Vereins Fauna stellte er, unterstützt von Max Fingerling und Ernst Müller, die Großschmetterlinge des Leipziger Gebietes zusammen. Das vielbenutzte Bändchen erschien 1900 zur Feier seines 25-jährigen Bestehens. 1906 war ein Nachtrag nötig, den Reichert wieder redigierte. Eine ähnliche Faunenliste lieferte Reichert 1933 für die Tenthrediniden des Gebietes.
Am 7. Januar 1924 ernannte die Entomologische Gesellschaft zu Leipzig den 65-Jährigen „zum Dank für seine hervorragenden Verdienste um die Gesellschaft und die Förderung der Entomologie“ zu ihrem Ehrenvorsitzenden. Von dieser Zeit an drückte er ihr seinen Dank dadurch aus, dass er ein Album begründete, in dem sein Pinsel alljährlich interessante, von den Mitgliedern gefangene Aberrationen festhielt, das sogen. Varietätenalbum. Gleich darauf machte ihn auch die Naturforschende Gesellschaft am 23. Januar 1924 zum Ehrenmitglied. Die gleiche Ehre wurde ihm von der Naturwissenschaftlichen Gesellschaft Isis in Dresden am 31. Dezember 1937, „In Anerkennung seiner Verdienste um die Erforschung der sächsischen Insektenwelt und für die Förderung, die er seit Jahrzehnten jüngeren Naturforschern hat angedeihen lassen“, zuteil.
Nach seinem Ableben ging Reicherts Sammlung, ein unschätzbares Dokument heimischer Insektenfauna, dank einer Zuwendung des Leipziger Universitätsbundes, in den Besitz des Zoologischen Instituts der Universität Leipzig über.

## Werke (Auswahl)
- Die entomologischen Tagebücher des Alexander Reichert.
- Die Großschmetterlinge des Leipziger Gebietes (mit Nachtrag 1906). In: Selbstverlag d. Entom. Ver. Fauna, Leipzig, 1900.
- „Der Lehrmeister in Garten und Kleintierhof“ (Leipzig), Beiträge von 1907 bis 1936.
- Entomologisches Jahrbuch: Kalender für alle Insekten-Sammler für das Jahr … Herausgeber: Oskar Krancher, Druck und Verlag von Frankenstein & Wagner, Leipzig 1892–1938 (digitalisierte Entomologische Jahrbücher. In: ZOBODAT.at. OÖ Landes-Kultur GmbH), Beiträge von 1892 bis 1917.
- Monatsblatt der Sächsischen Pflanzenschutzgesellschaft, „Die kranke Pflanze“ (Dresden), Beiträge von 1930 bis 1936.

## Ehrungen
- 1924 Ehrenvorsitzender der Leipziger Entomologischen Gesellschaft.
- 1924 Ehrenvorsitzender der Naturforschenden Gesellschaft zu Leipzig.
- 1937 Ehrenvorsitzender der Naturwissenschaftlichen Gesellschaft „Isis“ in Dresden.

## Nachrufe
- Anonym. Nachruf in dem Bericht der Schimmel & Co. Aktiengesellschaft, Miltitz Bez. Leipzig, über ätherische Öle, Riechstoffe usw. Ausgabe 1940.
- Paul Buchner, Ein Leipziger Graveur, der ein namhafter Naturforscher wurde. Neue Leipziger Zeitung Nr. 26, 1939.
- Arnold Jacobi, Nachruf auf Reichert. Sitzungsber. u. Abhandl. Naturwiss. Ges. Isis, Jahrg. 1938 u. 1939, Dresden 1940.
- Michalk Otto, Zum Gedächtnis Alexander Reicherts. Entomologische Zeitschrift, 53. Jahrg. 1940.